# Congresso di Karlsruhe

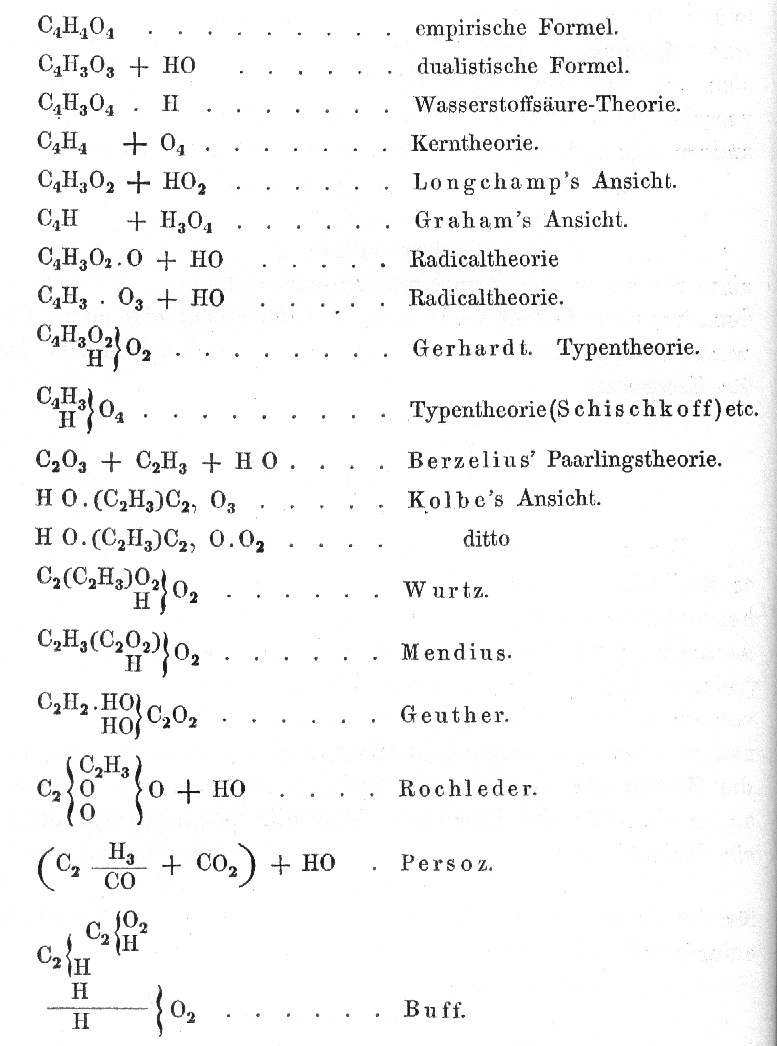
Le formule dell'acido acetico riportate da August Kekulé

Il Congresso di Karlsruhe fu un incontro internazionale di chimici tenutosi a Karlsruhe dal 3 al 5 settembre 1860. Rappresenta la prima conferenza mondiale di chimica, con la partecipazione di circa 140 chimici.

## Il congresso

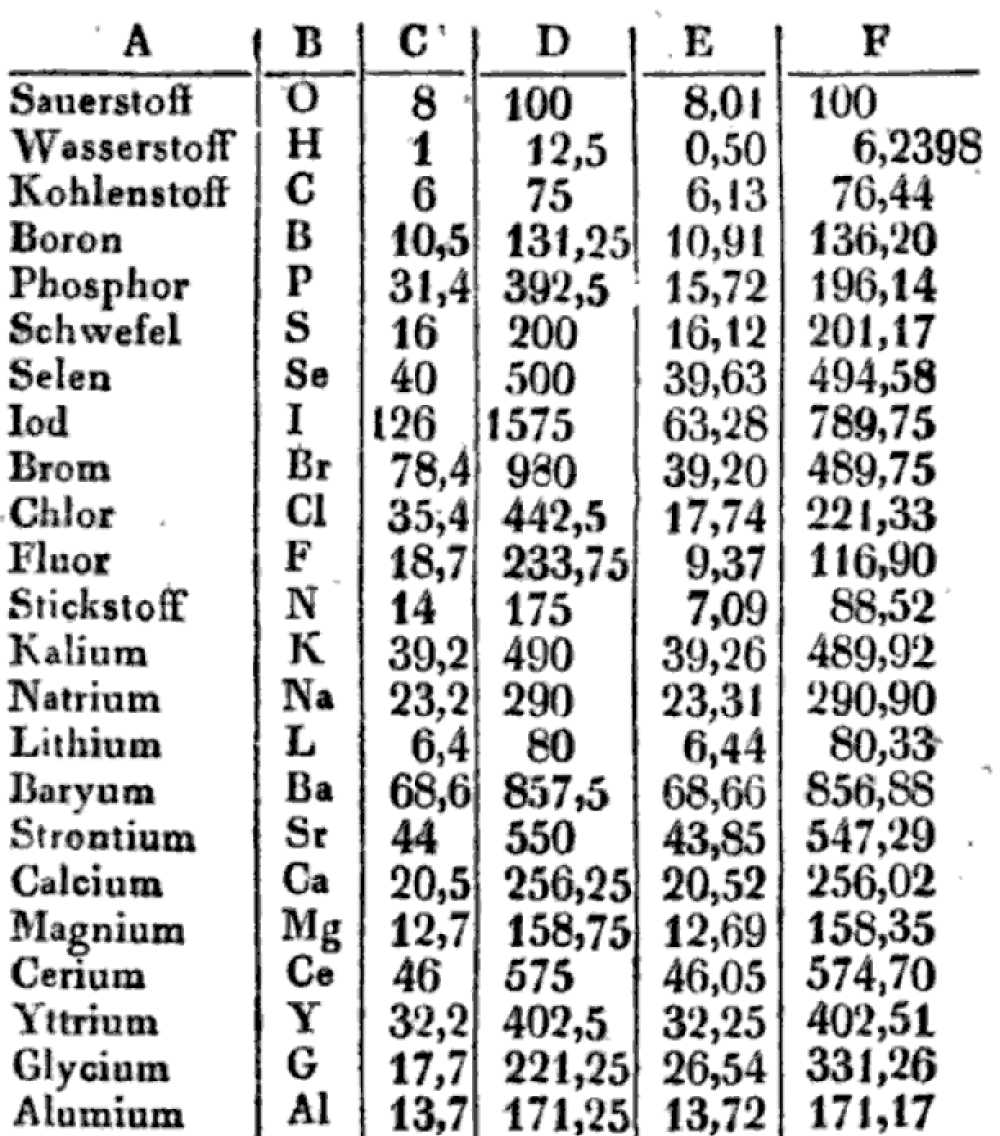
Tabella che riporta alcuni pesi atomici espressi utilizzando sistemi differenti

Il Congresso di Karlsruhe venne realizzato affinché i chimici europei potessero discutere le questioni riguardanti la nomenclatura chimica, le notazioni impiegate, e i pesi atomici. L'organizzazione, gli inviti, e la sponsorizzazione della conferenza furono curati da August Kekulé, Charles-Adolphe Wurtz, e Karl Weltzien. Un esempio dei problemi affrontati dai delegati consiste nelle 19 differenti formule chimiche utilizzate dai chimici per descrivere l'acido acetico, come mostrato da Kekulé nell'immagine riportata sopra.
Il Congresso di Karlsruhe si concluse senza un accordo definitivo sul problema dei pesi atomici e molecolari. Tuttavia l'ultimo giorno del congresso vennero distribuite le ristampe di una pubblicazione del 1858 di Stanislao Cannizzaro sui pesi atomici, in cui lo scienziato utilizzò il lavoro precedente di Amedeo Avogadro. Gli sforzi di Cannizzaro esercitarono una forte e, in alcuni casi, alquanto immediata influenza sui delegati. Ne furono influenzati in particolare Lothar Meyer e Dmitrij Mendeleev, che successivamente elaborarono la tavola periodica degli elementi riconoscendo la validità delle considerazioni fatte da Cannizzaro.
Un importante risultato a lungo termine del Congresso di Karlsruhe fu l'adozione degli oramai familiari pesi atomici. In precedenza, e andando indietro fino al lavoro di Dalton nel 1803, erano in uso diversi sistemi per esprimere i pesi atomici. In un caso, fu adottato un valore pari a 1 per l'idrogeno (l'unità di base), a 6 per il carbonio e a 8 per l'ossigeno. Finché esistevano delle incertezze sui pesi atomici la composizione di molti composti chimici restò in dubbio. In seguito al Congresso di Karlsruhe furono adottati valori di circa 1 per l'idrogeno, 12 per il carbonio, 16 per l'ossigeno e così via. Ciò era basato sul riconoscimento del fatto che certi elementi, come idrogeno, azoto, e ossigeno, erano composti da molecole biatomiche e non da atomi individuali.